# Gadget Twins
Gadget Twins est un jeu vidéo d'action sorti en 1992 sur Mega Drive. Le jeu a été développé par Imagitec Design et édité par GameTek.